# Diggers (película)
Diggers es una película dirigida por Katherine Dieckmann. Retrata a cuatro amigos de clase trabajadora que crecen en Los Hamptons, en la costa sur de Long Island, Nueva York, como buscadores de almejas en 1976. Sus padres eran buscadores de almejas también como sus abuelos antes de ellos. Tienen que hacer frente y aprender a enfrentar los nuevos tiempos, en sus vidas personajes y en su vecindario.
La película fue escrita por el actor Ken Marino, quien también protagoniza.

## Lanzamiento
Diggers fue lanzada el 27 de abril de 2007 y estrenada en HDnet, y fue lanzada en DVD el 1 de mayo. Fue lanzada tanto en la misma forma que la película Bubble de 2005.